# Inositol-fosfato fosfatasa
La inositol-fosfato fosfatasa (IMPA) o bien inositol monofosfatasa (EC 3.1.3.25) es una enzima que cataliza la siguiente reacción:
myo-inostiol fosfato + H2O {\displaystyle \rightleftharpoons } myo-inositol + fosfato
Se presenta como homodímero, utiliza como cofactor magnesio y es inhibida por litio. Esta enzima es responsable del suministro del inositol requerido para la síntesis de fosfatidilinositol y de polifofoinosítidos y está implicada como diana terapéutica para la acción del litio en el cerebro.
En el ser humano existen dos isozimas (IMPA1 y IMPA2) codificadas por dos genes situados en los cromosomas 8 y 18.